# Задор'є (Березинський район)
Задор'є (біл. вёска Задор'е) — село в складі Березинського району Мінської області, Білорусь. Село підпорядковане Мачеській сільській раді, розташоване в східній частині області.